# Borgman (film)
Pour les articles homonymes, voir Borgman.
Pour plus de détails, voir Fiche technique et Distribution.
Borgman est un thriller néerlando-belgo-danois produit, écrit, réalisé et interprété par Alex van Warmerdam sorti en 2013.
Il est sélectionné pour représenter les Pays-Bas aux Oscars du cinéma 2014 dans la catégorie meilleur film en langue étrangère.

## Synopsis
Un prêtre armé, accompagné de deux autres hommes, chasse un vagabond et ses compagnons de leurs cachettes souterraines dans une forêt. Le vagabond, se présentant sous le nom d'Anton, se présente ensuite à la porte d'une villa. Là, il rencontre Richard et Marina, un couple aisé avec trois enfants. Il prétend connaître Marina, affirmant qu'elle l'aurait soigné à l'hôpital, et demande à manger et à se laver. En raison de son comportement agressif, Richard s'énerve et le bat violemment. Cependant, Marina, poussée par la culpabilité et la curiosité, décide de l'aider et lui permet de rester dans la cabane du jardin, à l'insu de Richard. Pendant l'absence de Richard, Anton se lie apparemment d'amitié avec Marina et les trois enfants. Il a la capacité de contrôler les rêves de Marina, si bien qu'elle commence à mépriser son mari tout en appréciant Anton.
Un jour, Anton quitte la famille et retrouve son équipe mystérieuse, composée de Ludwig, Pascal, Brenda et Ilonka, qui entament un complot très sinistre contre la famille. Ils empoisonnent le jardinier de la famille et étranglent sa femme, puis retournent auprès de la famille. Désormais bien habillé et rasé, Anton se présente sous le nom de Camiel Borgman et devient le nouveau jardinier. Il obtient la chambre d'amis tandis que son équipe s'installe dans la cabane du jardin, et ils prennent progressivement des rôles dans la vie de la famille.
On découvre bientôt que Camiel et son équipe ont la capacité de contrôler les gens, corrompant leur esprit ou les tuant de sang-froid si nécessaire. Camiel séduit Marina au point qu'elle souhaite la mort de Richard, tandis que Pascal séduit Stine, la baby-sitter de la famille, la rendant hostile envers son petit ami. L'équipe emmène également les enfants dans la cachette pour leur faire subir une sorte d'opération, les rendant plus à l'aise avec Camiel et son équipe qu'avec leurs propres parents. L'équipe empoisonne ensuite Richard. Marina, espérant être avec Camiel, est choquée lorsqu'il refuse calmement ses avances. Il l'empoisonne plus tard, et tous deux sont enterrés sous le jardin. Camiel, son équipe, Stine et les enfants partent ensuite dans la forêt.

## Fiche technique
- Titre original : Borgman
- Réalisation : Alex van Warmerdam
- Scénario : Alex van Warmerdam
- Direction artistique :
- Décors :
- Costumes : Stine Gudmundsen-Holmgreen
- Montage : Job ter Burg
- Musique : Vincent van Warmerdam
- Photographie : Tom Erisman
- Son : Peter Warnier
- Production : Alex van Warmerdam
- Sociétés de production : Angel Films, Epidemic et Graniet Film
- Sociétés de distribution : / Cinéart /  ARP Sélection
- Pays d'origine :  Pays-Bas/ Belgique/ Danemark
- Budget : 3.100.000,00 euros
- Langue : néerlandais/anglais
- Durée : 113 minutes
- Format : 2.35:1
- Genre : Thriller
- Dates de sortie
- France : 
  - 19 mai 2013 (festival de Cannes 2013)
  - 20 novembre 2013 (sortie nationale)
  -  Pays-Bas 29 août 2013

## Distribution
- Jan Bijvoet : Camiel Borgman
- Hadewych Minis : Marina
- Jeroen Perceval : Richard
- Alex van Warmerdam : Ludwig
- Tom Dewispelaere : Pascal
- Sara Hjort Ditlevsen : Stine

## Réception
Le film est plutôt bien apprécié par la critique internationale. En France, la cote critique du film est correcte. On applaudit le film pour son humour absurde. 
Son principe dramaturgique de l'intrus bouleversant la vie d'une famille bourgeoise, font que le film est très souvent comparé à Funny Games,, Théorème, et Boudu sauvé des eaux.

## Distinctions

### Récompenses
- Festival européen du film fantastique de Strasbourg 2013 : Méliès d'argent du meilleur film
- Festival international du film de Catalogne 2013 : meilleur film

### Nominations et sélections
- AFI Fest 2013
- Festival de Cannes 2013 : sélection officielle, en compétition. C'est le premier film néerlandais en compétition cannoise depuis Mariken van Nieumeghen de Jos Stelling en 1975[8].
- Festival du film de Sydney 2013
- Festival international du film de Toronto 2013 : sélection « Vanguard »
- Festival international du film de Vancouver 2013
- Festival international du film de Palm Springs 2014 : sélection officielle et nomination au Prix FIPRESCI